# Clementina Anstruther-Thomson
Clementina "Kit" Caroline Anstruther-Thomson (1857 - 7 de juliol de 1921) fou una autora i teòrica de l'art escocesa. Era coneguda per escriure i fer conferències sobre estètica experimental durant l'època victoriana. La seua col·laboració amb l'escriptora britànica Vernon Lee en la dècada del 1890 inspirà l'interés de Lee en l'aspecte psicològic de l'estètica.

## Biografia
Kit Anstruther-Thomson era filla de Caroline Maria Agnes Robina Gray i de John Anstruther-Thomson de Charleton i Carntyne, una família aristocràtica. El seu avi, John Anstruther-Thomson, era un oficial de l'Exèrcit Territorial Britànic.

## Estètica experimental
L'esteticisme al Regne Unit començà en la dècada del 1860, durant el període victorià. En la literatura victoriana, els escriptors del moviment estètic se centraren en l'aspecte sensual de l'estètica.[4] Anstruther-Thomson, en particular, estava interessada a experimentar l'art físicament en el seu propi cos.[1] En una de les conferències, titulada "El que ens fan els patrons", impartida per Anstruther-Thomson, animà l'audiència a interactuar amb un gerro estampat i "sentir el seu efecte en els seus cossos".
Vernon Lee ja sabia qui era Anstruther-Thomson abans de conéixer-la. Els escriptors contemporanis han descrit Anstruther-Thomson amb un físic que s'assembla als ideals de l'escultura de l'antiga Grècia, i Lee va descriure sovint la seua obsessió pel cos d'Anstruther-Thomson en els seus escrits.[6] Quan Lee observà l'art amb Anstruther-Thomson, la seua experiència estètica se centrà en el "desig lèsbic" del cos d'Anstruther-Thomson que encarnava els ideals grecs.

## Col·laboració amb Vernon Lee

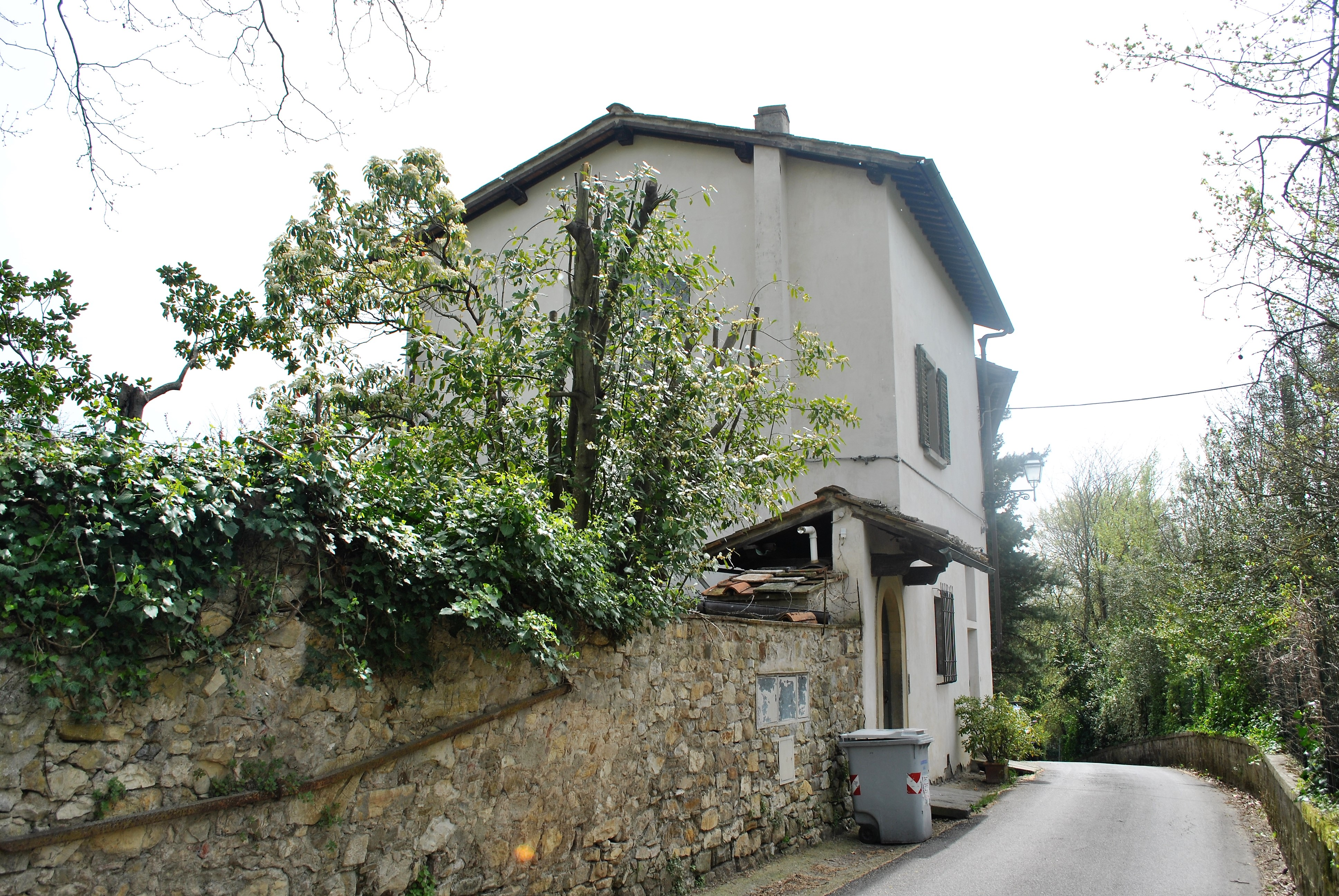
La vil·la a Florència, Itàlia, on vivien juntes Anstruther-Thomson i Vernon Lee

Anstruther-Thomson conegué Vernon Lee el 1888, i durant els següents dotze anys les dues visqueren obertament juntes, com a "amants, amigues i coautores". Vivien com expatriades a Itàlia, i sovint viatjaven a Gran Bretanya. Ensems, van dur a terme experiments estètics i enregistraren les seues troballes. Al llarg de la dècada del 1890, Anstruther-Thomson i Lee visitaren molts museus d'Europa continental i moltes obres d'art. Van registrar per escrit com responia el seu cos a les obres d'art.
El 1897, publicaren l'article "Beauty and Ugliness" (Bellesa i lletjor), que investiga la fisiologia de l'estètica. Es basaren en la teoria de James-Lange sobre com el cos humà respon a l'estimulació i desencadena l'emoció.[10] Moltes troballes seues, però, no es tingueren en compte perquè tant la seua relació professional com sexual fou "atacada" [11] pels seus contemporanis, i reberen "severes crítiques" d'amics.

## Maduresa
Després de la publicació de "Beauty and Ugliness", Anstruther-Thomson s'allunyà de Lee i finalment va trencar la relació el 1898. [8] Continuaren sent amigues fins a la mort d'Anstruther-Thomson el 1921.[7] Anstruther-Thomson treballà en estreta col·laboració amb les Girl Scouts of the USA. Moltes líders seues anteriors eren dones solteres i algunes també lesbianes, per a qui el Guiatge proporcionà un refugi segur.[12] Anstruther-Thomson en fou organitzadora i entrenadora, i comissionada del Comtat fins a la seua mort.[12] Va ser enterrada amb la seua família al cementeri de la parròquia de Kilconquhar.
Els seus escrits sobre estètica els publicà pòstumament Lee en Art and Man el 1924, amb una introducció, també de Lee, que descrivia la seua col·laboració per a experimentar juntes l'art.[13]
Anstruther-Thompson fou una humanista defensora del moviment ètic britànic. Era una membre pagada de la West London Ethical Society, un grup predecessor d'Humanists UK, que més tard recordarà la seua contribució com una de les seues "heroïnes del lliurepensament".